# Kanton Cavaillon
Der Kanton Cavaillon ist seit 1790 ein französischer Wahlkreis im Département Vaucluse in der Region Provence-Alpes-Côte d’Azur. Er hat den Hauptort Cavaillon und wurde 2015 im Rahmen einer landesweiten Neugliederung der Kantone von sechs auf zwei Gemeinden verkleinert.

## Gemeinden
Der Kanton besteht aus zwei Gemeinden mit insgesamt 31.389 Einwohnern (Stand: 1. Januar 2022) auf einer Gesamtfläche von 64,19 km²:
| Gemeinde            | Einwohner 1. Januar 2022 | Fläche km² | Dichte Einw./km² | Code INSEE | Postleitzahl | Arrondissement |
| ------------------- | ------------------------ | ---------- | ---------------- | ---------- | ------------ | -------------- |
| Caumont-sur-Durance | 5.499                    | 18,23      | 302              | 84034      | 84510        | Apt            |
| Cavaillon           | 25.890                   | 45,96      | 563              | 84035      | 84300        | Apt            |
| Kanton Cavaillon    | 31.389                   | 64,19      | 489              | 8407       | –            | –              |

Bis zur landesweiten Neugliederung der Kantone 2015 bestand der Kanton Cavaillon aus folgenden sechs Gemeinden: Caumont-sur-Durance, Cavaillon, Cheval-Blanc, Maubec, Robion und Taillades. Sein Zuschnitt entsprach einer Fläche von 150,35 km2. Er besaß vor 2015 einen anderen INSEE-Code als heute, nämlich 8411.